# Блауштейн, Давид
Блауштейн Давид (англ. Blaustein David 5 мая 1866, Лида, Виленской губернии — 26 августа 1912, Нью-Йорк) — американский педагог, общественный деятель.

## Биография
Родился в семье Исайи Блауштейна и Сары Нацковской. Получил религиозное образование в хедере и иешиве родного города. В 18 лет переехал в Пруссию, где он изучал иврит и раввинскую литературу под руководством раввина Исраэля Липкина (Салантера). В 1866 эмигрировал в США и поселился в Бостоне, где в 1892-96 был раввином. Один год с 1897 по 1898 преподавал семитские языки в Броунском университете. В 1898 занял в Нью-Йорке пост инспектора по образованию в Образовательном альянсе. Затем работал менеджером нью-йоркского Джефферсон банка.